# Joseph Pannaye
Joseph François Alphonse Pannaye (ur. 29 lipca 1922 w Saint-Nicolas – zm. 20 lutego 2009 w Liège) – belgijski piłkarz grający na pozycji lewego obrońcy. Był reprezentantem Belgii.

## Kariera klubowa
Swoją piłkarską karierę Pannaye rozpoczął w klubie Tilleur FC. Zadebiutował w nim w sezonie 1941/1942 w pierwszej lidze belgijskiej i grał w nim do 1955 roku. Wtedy też przeszedł do RCS Verviétois i grał w nim do końca kariery czyli do 1961 roku.

## Kariera reprezentacyjna
W reprezentacji Belgii Pannaye zadebiutował 24 grudnia 1944 w przegranym 1:3 towarzyskim meczu z Francją, rozegranym w Paryżu. Od 1944 do 1947 rozegrał w kadrze narodowej 13 meczów.